# Abbess Roding
Abbess Roding är en by i Abbess Beauchamp and Berners Roding, Epping Forest, Essex, England. Byn nämndes i Domedagsboken (Domesday Book) år 1086, och kallades då Roinges. År 1946 blev den en del av den då nybildade Abbess Beauchamp and Berners Roding. Parish hade 169 invånare år 1931.